# SK Líšeň
Sportovní klub Líšeň w skrócie SK Líšeň – czeski klub piłkarski, grający w Fotbalova národní liga, mający siedzibę w mieście Brno, w dzielnicy Líšeň.

## Historia
Klub został założony w 1924 roku. W latach 1938–1939, 1946-1948, 1954, 1960-1965 grał w trzeciej lidze czechosłowackiej. Spędził również jeden sezon w drugiej lidze (1952). Po rozpadzie Czechosłowacji początkowo grał na poziomie siódmej ligi. W 2009 roku po raz pierwszy awansował do Moravskoslezskej fotbalovej ligi, a w sezonie 2013/2014 po raz drugi.

## Historyczne nazwy
- 1924 – SK ČSS Líšeň (Sportovní klub Československý socialista Líšeň)
- 1936 – SK Líšeň (Sportovní klub Líšeň)
- 1948 – JTO ZKL Líšeň (Jednotná tělovýchovná organizace Závody kuličkových ložisek Líšeň)
- 1951 – DSO Spartak ZPS Líšeň (Dobrovolná sportovní organizace Spartak Závody přesného strojírenství Líšeň)
- 1958 – TJ Spartak Líšeň (Tělovýchovná jednota Spartak Líšeň)
- 1990 – SK Líšeň (Sportovní klub Líšeň)

## Stadion
Domowe mecze klub rozgrywa na stadionie o nazwie Stadion SK Líšeň, położonym w mieście Brno. Stadion może pomieścić 1500 widzów.